# Pariser Stadtmauer Karls V.

Grenzen von Paris vom 4. Jahrhundert bis 2015.
gallo-römische Stadtbefestigung
karolingische Stadtmauer
Stadtmauer Philipps II. August
Stadtmauer Karls V.
Stadtbefestigung Ludwigs XIII.
Mauer der Generalpächter
Thierssche Stadtbefestigung
heute

Die von 1356 bis 1383 errichtete Stadtmauer Karls V. ist chronologisch die vierte der sieben großen Befestigungsanlagen in der Geschichte von Paris. Ihr westlicher Teil, der mit dem Bau der Stadtbefestigung Ludwigs XIII. militärisch überflüssig geworden war, wurde um 1640 niedergelegt. Ihr östlicher Teil wurde durch den Bau von Bastionen ab Mitte des 16. Jahrhunderts verstärkt. Ab 1670 wurde er zusammen mit der Stadtbefestigung Ludwigs XIII. auf Befehl Ludwigs XIV. niedergelegt. Dem Verlauf der Befestigung vorgelagert wurde stattdessen der Nouveau Cours gebaut, der den heutigen Grands Boulevards entspricht. Dadurch prägt die Stadtmauer Karls V. den Stadtplan bis heute, obwohl von ihr kaum noch Überreste vorhanden sind.

## Geschichte

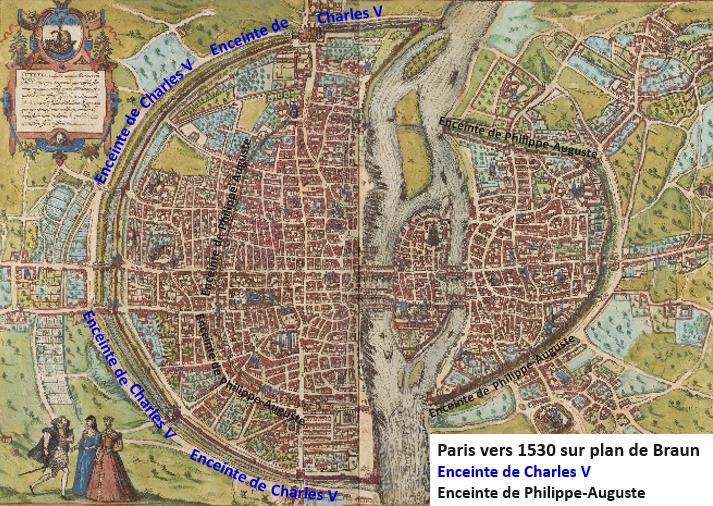
Stadtmauern von Philipp II. und von Karl V. um 1530 auf dem Stadtplan von Braun.

### Ausgangslage
Die zu Beginn des 13. Jahrhunderts gebaute Stadtmauer Philipps II. umschloss auf 253 Hektar auch Ackerland und Weinstöcke für die Versorgung der Stadtbevölkerung im Fall einer Belagerung. Im Lauf der Jahre waren die Felder aber besiedelt worden. Auch mehrere Vororte, besonders Saint-Honoré im Westen, hatten sich entwickelt. Für die stetig wachsende Bevölkerung wurde die Stadt zu klein. Außerdem machte es der Hundertjährige Krieg erforderlich, die Hauptstadt des Königreichs besser zu schützen.

### Befestigter Erdwall
Nach der desaströsen französischen Niederlage in der Schlacht von Poitiers 1356 ließ Étienne Marcel, der Vorsteher der Pariser Kaufleute zwischen 1356 und 1358 auf der rechten Seine-Seite einen ersten Erdwall mit vorgelagertem Graben errichten, der über die Stadtmauer Philipps II. hinaus mehrere, im 13. Jahrhundert nach dem Bau der Mauer entstandene Vororte einschloss. Hierzu zählen namentlich Ville-Neuve du Temple und der Bourg Saint-Martin, aber auch landwirtschaftliche Flächen im Nordosten. Die Grabungen beim Carrousel offenbarten einen 12,70 Meter breiten und 4 Meter tiefen Graben. Auf der linken Seine-Seite beschränkte sich die Verbesserung der Wehranlagen auf die Aushebung eines der Stadtmauer Philipps II. vorgelagerten Grabens von 5 Metern Tiefe und 12 Metern Breite. Außerdem wurde die Mauer mit der ausgehobenen Erde verstärkt.: S. 19

## Verlauf

Verlauf der Stadtmauer Karls V.

Am rechten Seine-Ufer bildete die Tour du bois in der Nähe des heutigen Pont du Carrousel an der Seine flussabwärts die Ecke der Befestigungsanlage Karls V. Von dort aus verlief die Mauer entlang der Westseite der heutigen Place du Carrousel in Richtung der Rue Saint-Honoré auf der Höhe des heutigen Palais-Royal, dann über die heutige Place des Victoires und die heutige Rue d'Aboukir bis zum Stadttor Saint-Denis. Die Rue Sainte-Foy entspricht dem inneren Wachweg, die Rue de Cléry dem Weg vor dem Graben. Anschließend verlief die Mauer entsprechend den heutigen Grands Boulevards (Boulevard de Bonne-Nouvelle, Saint-Martin, du Temple, des Filles-du-Calvaire, Beaumarchais) und lief dann entsprechend dem Boulevard Bourdon bis zur Tour de Billy, die flussaufwärts die Ecke der Befestigungsanlage zur Seine hin bildete.

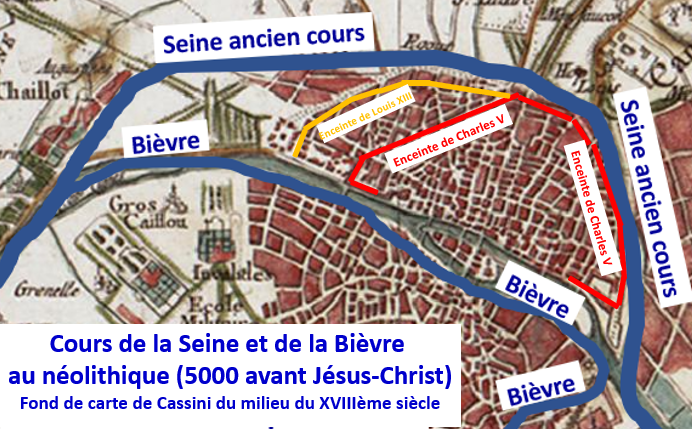
Stadtbefestigungen von Karl V. und Ludwig XIII., eingetragen auf der Karte von Cassini (Mitte 18. Jahrhundert). Beide Befestigungsanlagen lagen eng am vorzeitlichen Bett der Seine.

In ihrem östlichen Teil von der Tour de Billy zur Porte du Temple (auf der heutigen Place de la République) folgte die Stadtmauer dem vorzeitlichen Verlauf der Seine, der bis ins Hochmittelalter ein sumpfiges Gelände bildete, nachdem die Seine in der Jungsteinzeit das Bett ihres Nebenflusses Bièvre übernommen hatte. Von dem alten Flussbett entfernte sich die Mauer von der Porte du Temple bis zur Porte Saint-Denis leicht nach Süden und stärker von der Porte Saint-Denis bis zur Tour du bois am Seine-Ufer. Der der Mauer vorgelagerte Graben trug zur Trockenlegung des sumpfigen Geländes bei, das dann für den Obst- und Gemüseanbau genutzt wurde, bevor es vom 16. bis zum 19. Jahrhundert urbanisiert wurde.

### Befestigungsmauern entlang der Seine
Die Stadtmauer wurde durch zwei um 1370 errichtete Wehrmauern entlang der Seine vervollständigt.
Die flussaufwärts gelegene Mauer lief von der Tour de Billy bis zur Tour Barbeau, die flussaufwärts den Endpunkt der Stadtmauer Philipps II. auf der rechten Seine-Seite bildete. Diese Mauer besaß auf halbem Weg ein Stadttor, die Porte des Célestins. Die Tour de Billy wurde durch eine Explosion 1536 zerstört. Die gesamte Befestigungsanlage wurde Anfang des 17. Jahrhunderts niedergelegt. Teile der Mauer wurden bei Arbeiten an der Metrolinie 7 entdeckt und ein Fragment kam 2019 am Eingang der Bibliothèque de l'Arsenal an der Ecke der Boulevards Morland und Henri IV. ans Licht.

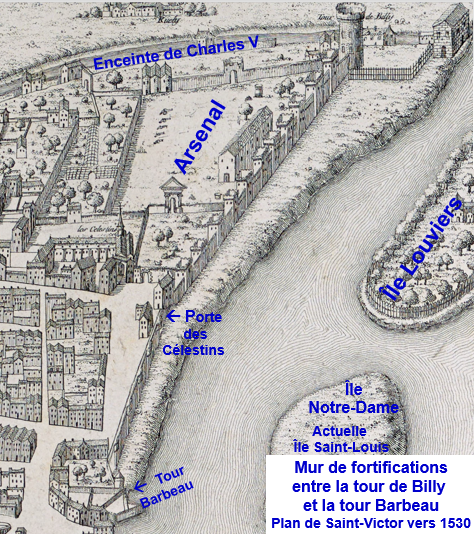
Befestigungsmauer um 1530 von der Tour de Billy bis zur Tour Barbeau auf dem Plan von Saint-Victor.
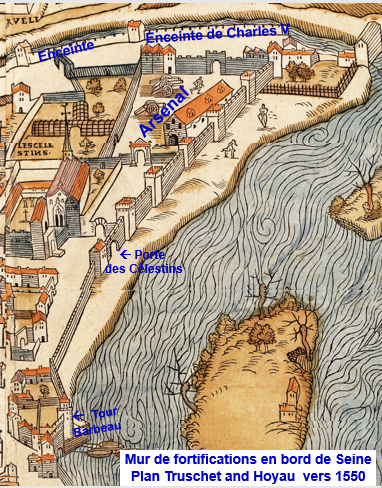
Befestigungsmauer am Seine-Ufer bis zur Tour Barbeau auf dem Plan Truchet und Hoyaux um 1550. Die Tour de Billy ist verschwunden.

Auf der flussabwärtigen Seite der Stadt erstreckte sich die Mauer von der Tour du Bois bis zur Tour du Coin, wo sie auf die Stadtmauer Philipps II. traf. Die „Porte Neuve“ oder Porte de la Conférence wurde 1536 neben der Tour du Bois geöffnet. Die Mauer wurde während der Bauarbeiten an der Galerie am Fluss, die den Louvre mit dem Tuilierenpalast verband zwischen 1594 und 1610 niedergelegt. Erhalten blieb zunächst die Tour du Coin, die 1660 abgebrochen wurde.: S. 72

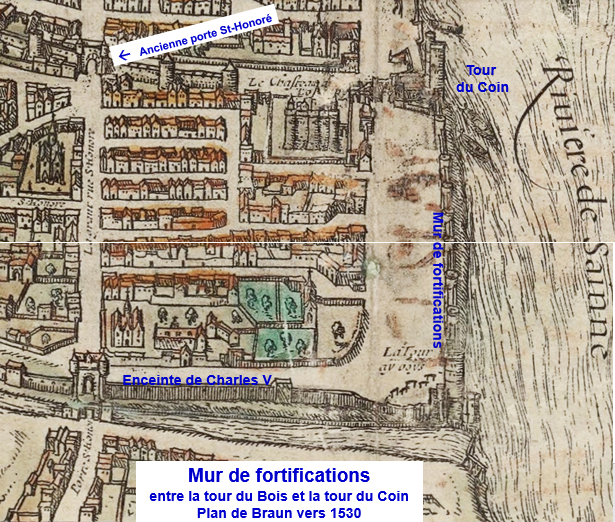
Wehrmauer von der Tour du Bois bis zur Tour du Coin auf dem Plan Braun um 1530 vor der Öffnung der Porte Neuve.
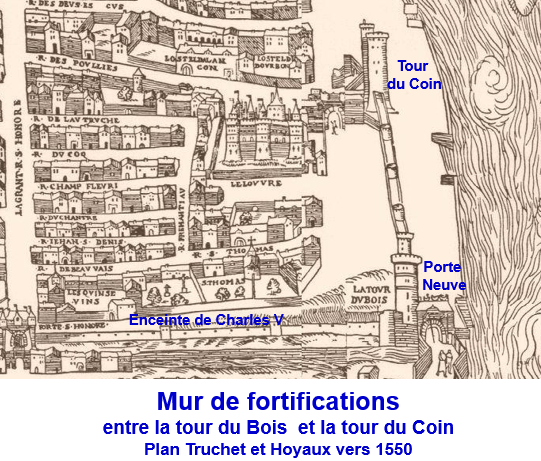
Wehrmauer von der Tour du Bois bis zur Tour du Coin auf dem Plan Truchet und Hoyaux um 1550: die 1536 geöffnete Porte Neuve oder Porte de la Conférence  ist abgebildet.

### Viertel
Die neue Befestigung wurde westlich vor dem Louvre errichtet, der damit seine Funktion als Verteidigungsanlage verlor. Karl V. ließ das Gebäude zu seiner Residenz umwandeln, nachdem er infolge des von Étienne Marcel angeführten Aufruhrs aus dem Palais de la Cité in seine Gebäude im Marais geflohen war.
Im Osten der Stadt legte der Stadtvogt Hugues Aubriot 1370 den Grundstein für ein weiteres Anwesen Karls V., das 1382 vollendete Hôtel Saint-Pol, das zunächst schlecht geschützt war. Deshalb ließ Karl V. das Chastel Saint-Antoine errichten, das die Pariser die Bastide Saint-Antoine nannten, später die Bastille.
Die Stadtmauer schluss alte Vororte ein: Saint-Paul, den Temple, Sainte-Marguerite, Saint-Martin-des-Champs, die Filles-Dieu, Saint-Sauveur, Saint-Honoré und die Quinze-Vingts. Die Stadt hatte damit eine Fläche von 440 Hektar und über 200.000 Einwohner. Karl VI. setzte ab 1380 das Werk seines Vaters fort: « Tant comme nostre bonne ville de Paris sera mieux peuplée et habitée de plus de gens la renommée d'icelle sera plus grande, laquelle renommée augmentera notre gloire ».
„In dem Maß wie Unsere gute Stadt Paris stärker bevölkert und von mehr Leuten bewohnt sein und selbst größer werden wird, wird ihr Ruf Unseren Ruhm steigern“.
Nach dem Bau der Stadtmauer wurde Paris in 16 Viertel (Quartier) eingeteilt, denen jeweils ein Quartenier vorstand, in der Funktion eine Mischung aus Bürgermeister und Polizeichef. Die Quarteniers nahmen an der Wahl des Vorstehers der Kaufleute teil. Zu ihrer Unterstützung hatten sie Dizainiers und Cinquanteniers. Unter Heinrich IV. waren es die 16 Quarteniers, die die Stadtbevölkerung im Namen der Heiligen Liga gegen den König aufbrachten.

#### Cité
- Quartier de la Cité

#### Rechte Seine-Seite
- Faubourg Saint-Antoine, Quartier Saint-Gervais, quartier Sainte-Avoye, Quartier Sainte-Opportune, Saint-Honoré, Saint-Germain l’Auxerrois, Saint-Eustache, Saint-Denis, Saint-Martin, Les Halles, La Verrerie, Saint Jacques de la Boucherie, Saint-Jean de Grève.

#### Linke Seine-Seite
- Maubert, Saint-André-des-Arts.

## Verstärkungen der Stadtbefestigung
Die erste kurzfristige Verstärkung der Stadtbefestigung aus Erdwall und Graben, die zwischen 1356 und 1358 hergestellt worden war, war in der Umgebung der provisorischen Tore wahrscheinlich auch mit Palisaden verstärkt. Eine Ausnahme bildete das von Beginn an gemauerte Stadttor Saint-Antoine. Zum Schutz vor Artilleriebeschuss befahl Karl V. bereits 1364, auf dem Kamm des Erdwalls eine Mauer mit Zinnen als Verbindung zwischen den Türmen zu errichten sowie einen von der Seine versorgten tiefen Wassergraben zu bauen. Die Leitung dieser erst 1420 unter Karl VI. abgeschlossenen Aufgaben übernahm der Pariser Stadtvogt Hugues Aubriot.: S. 68
Die neue Befestigung erstreckte sich über eine Tiefe von 90 Metern und umfasste von innen nach außen zunächst einen Wachweg, dann einen im Querschnitt 25 Meter breiten Erdwall mit einer 4 Meter hohen und 2 Meter dicken Mauerkrone, dann einen Wassergraben, einen weiteren, im Querschnitt 20 Meter breiten Erdwall („Eselsrücken“) und einen weiteren, engeren, trockenen Graben. Alle 100 bis 200 Meter waren auf der Mauer vermietete Späherhäuser gebaut.
Von 1513 bis 1532 wurde der Befestigungsring durch die Zusammenlegung des Doppelgrabens umgebaut. Der neue Graben erreichte im Querschnitt eine Breite von 30 Metern und eine Tiefe von 7 Metern mit einer Escarpemauer, einer Contrescarpe und einem vorgelagerten Weg. Außerdem erhielt der Befestigungsring in Abständen Geschützplattformen.
Zwischen 1553 und 1560 wurde der Abschnitt zwischen der Seine und der Bastille erneuert und erhielt eine Kurtine. Möglicherweise setzte die neue Mauer auf die alte auf. Außerdem wurde ein breiter Graben geschaffen, das heutige Becken des Port de l’Arsenal, sowie die vier Bastionen „de l'Arsenal“ (oder „de la Tour de Billy“) am Ufer der Seine, „du Moineau“, „de la Pointe de la Bastille“ und „de la Porte Saint-Antoine“[9]. Auf der rechten Seine-Seite folgte die Erweiterung des befestigten Stadtgebiets durch die Befestigung Ludwigs XIII.
Gegen 1610 bis 1616 wurde auch der nördliche und nordöstliche Teil der Stadtbefestigung zwischen der Porte Saint-Denis und der Bastion der Porte Saint-Antoine mit Bastionen anstelle von Steinhaufen verstärkt, die Mauer niedergelegt, die Späherhäuser abgebrochen, der Graben in einem Zickzack vor die Bastionen nach vorn verlegt und um einen äußeren Wachweg ergänzt. Die Modernisierungsarbeiten an der Stadtbefestigung insgesamt waren noch nicht abgeschlossen, als Ludwig XIV. 1670 entschied, sie niederlegen zu lassen: die Bastionen von Bonne Nouvelle, Saint-Martin und vom Tempel waren – im Gegensatz zu dem was zeitgenössische Stadtpläne suggerieren – noch nicht gemauert und im Norden war die Kurtine noch nicht gebaut.: S. 90–93

Die Stadtbefestigung beim Tempel um 1530 und 1620 nach der Verstärkung mit Bastionen
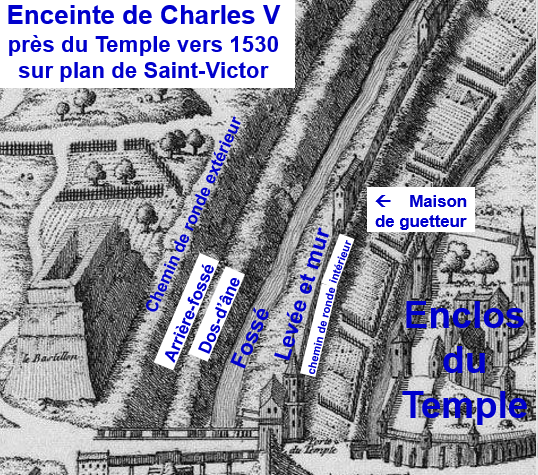
Stadtmauer Karls V. in der Gegend des Tempels um 1530 auf dem Plan von Saint-Victor.
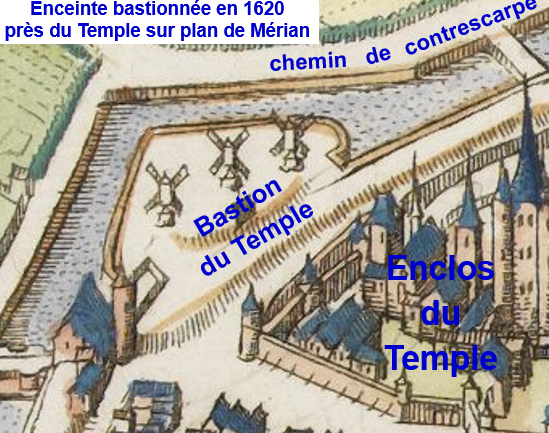
Stadtmauer Karls V. 1620 bei der Bastion „du Temple“ (wahrscheinlich im Gegensatz im dem in der Zeichnung erweckten Anschein nicht gemauert).

Die Stadtbefestigung in der Nähe der Porte Saint-Antoine um 1530 und 1620 nach dem Bau der Bastionen
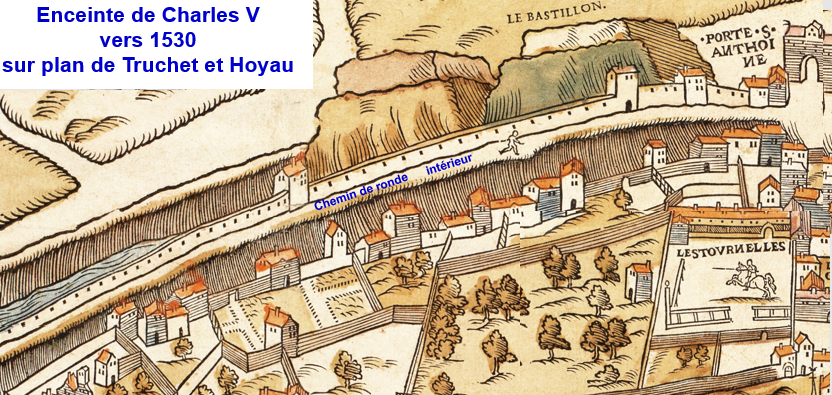
Stadtmauer Karls V. in der Nähe der Porte Saint-Antoine auf dem Plan von Truschet und Hoyau.
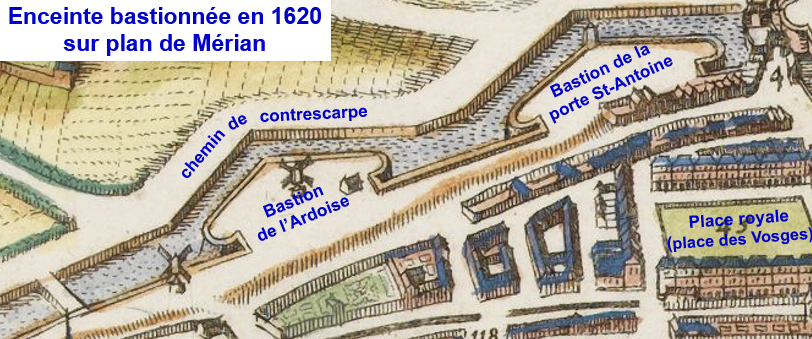
Stadtbefestigung mit Bastionen in der Nähe der Porte Saint-Antoine 1620 auf dem Mérian-Plan.

## Stadttore
Die frühere mittelalterliche Stadtmauer hatte nur sechs Stadttore, die von Philipp II. dagegen bereits 17 auf der rechten Seine-Seite.
- Porte Saint-Honoré (auf der Rue Saint-Honoré, auf der Höhe der Place André-Malraux), das einzige Stadttor auf der Westseite vor der Öffnung der Porte Neuve 1536.
- Porte Montmartre (an der Kreuzung der Rue Montmartre mit der Rue d'Aboukir)
- Porte Saint-Denis (an der Kreuzung der Rue Saint-Denis mit der Rue Blondel)
- Porte Saint-Martin (an der Kreuzung der Rue Saint-Martin mit der Rue Blondel)
- Porte du Temple (an der Mündung der Rue du Temple auf die Place de la République)
- Porte Saint-Antoine (an der Mündung der Rue de la Bastille auf die Place de la Bastille)

Die Stadttore der Stadtmauer Karls V. auf dem Stadtplan von Truschet und Hoyau (1550)

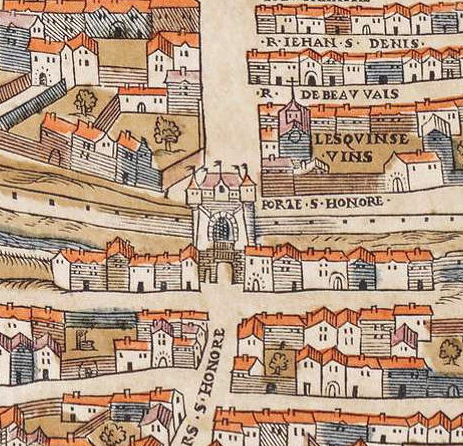
Porte Saint-Honoré.
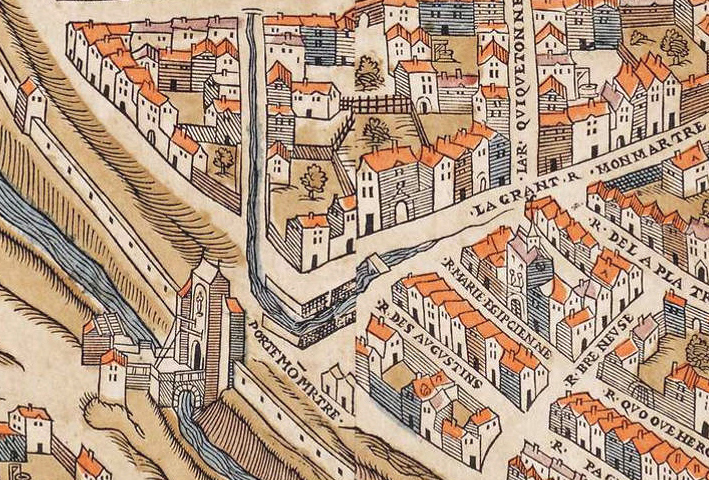
Porte Montmartre.
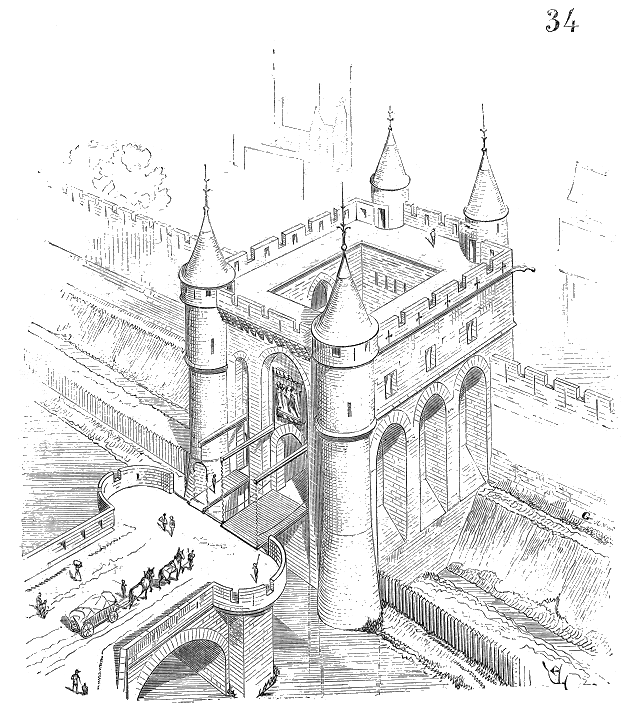
Porte Saint-Denis, Zeichnung von Eugène Viollet-le-Duc.
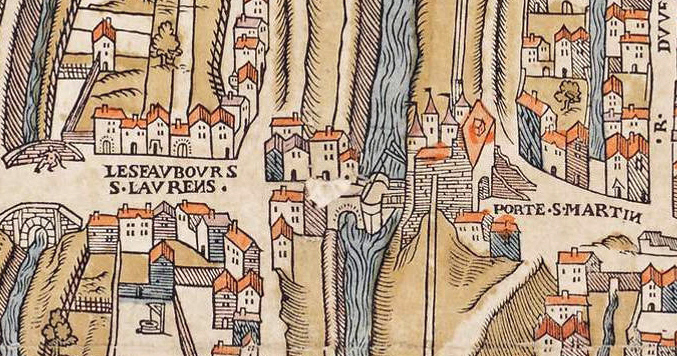
Porte Saint-Martin.
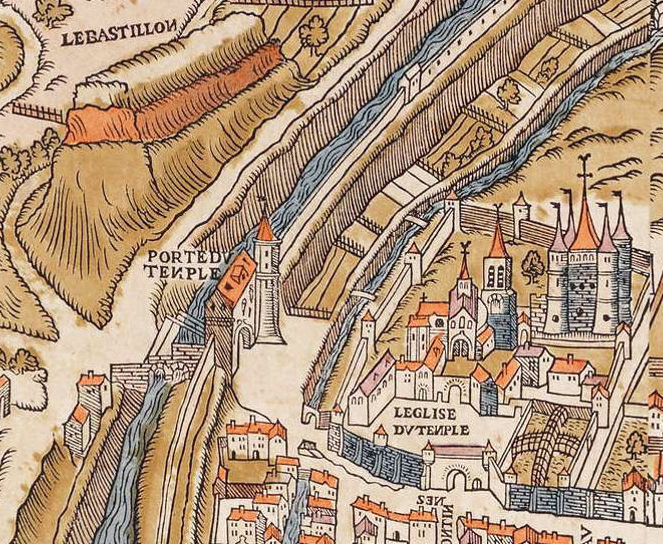
Porte du Temple.
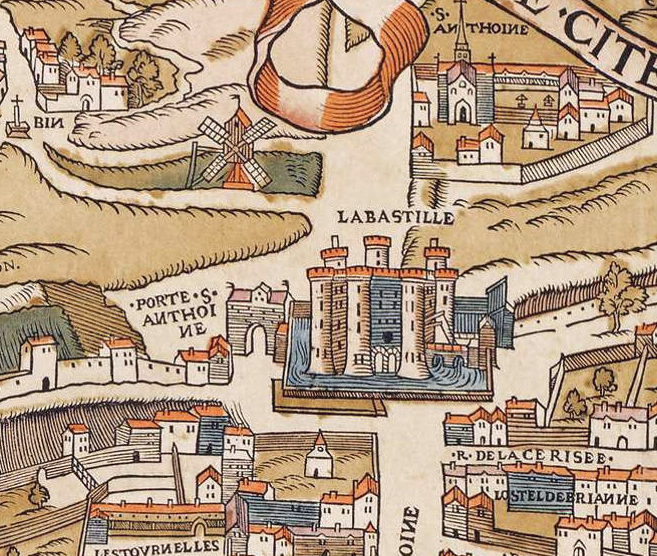
Porte Saint-Antoine.

Drei weitere Öffnungen wurden in die Mauer gebrochen und zu Stadttoren ausgebaut:
- Die Porte des Célestins auf halbem Weg zwischen der Tour de Billy und der Tour Barbeau in der Befestigungsmauer am Seine-Ufer um 1370. Dieses Tor führte zum Célestins-Hafen.
- Die 1536 geöffnete Porte Neuve oder Porte de la Conférence am Ufer der Seine neben der Tour du Bois.
- Die um 1610 auf halber Strecke zwischen der Porte Saint-Antoine und der Porte du Temple geöffnete Porte Saint-Louis oder Poterne du Pont-aux-Choux als Eingang auf die unter Heinrich IV. geplante Place de France, deren Realisierung aber nach seinem Tod nicht weiter verfolgt wurde. Das wahrscheinlich 1635 gebaute Tor wurde nach Plänen von Blondel um 1674 umgebaut. Es lag in der Verlängerung der Rue Saint-Louis (heutige Rue de Turenne). Das Tor verfügte über eine Brücke, den Pont-aux-Choux, der an der Stelle der heutigen Rue du Pont-aux-Choux den Befestigungsgraben überquerte[11].

Porte Saint-Louis auf dem Plan Janssonius (um 1640)
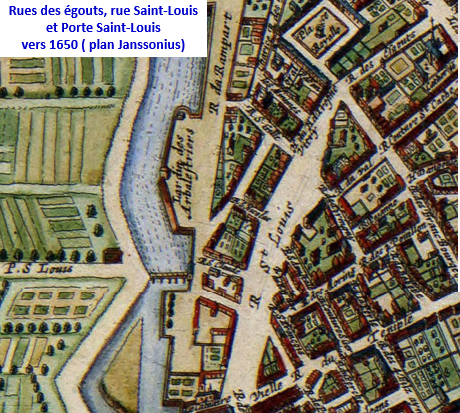
Porte Saint-Louis auf dem Plan Janssonius (um 1640).

## Bastionen
Zwei Jahrhunderte nach ihrer Errichtung war die Befestigung Anfang des 16. Jahrhunderts aufgrund der Fortschritte der Artillerie militärisch unzureichend geworden. Außerdem hatte sich der Graben derart mit Abfällen gefüllt, dass an manchen Stellen kein Graben mir vorhanden war. Daher wurde beschlossen, die Befestigung mit Bastionen zu verstärken – sie wurden auch als „Boulevards“ oder „Boulevarts“ bezeichnet – und die Mauer zu erniedrigen, um sie für Artilleriegeschosse weniger angreifbar zu machen. Die alten Gräben wurden zugeschüttet und durch neue, weiter vorgelagerte vor den neuen Bastionen ersetzt. Sie hatten im Querschnitt eine Breite von 40 bis 50 Metern vor den Kurtinen und von 25 bis 30 Metern vor den Bastionen. An der Außenseite führten in den Gräben Wachwege entlang. Von 1556 bis 1635 wurden acht Bastionen von der Porte Saint-Denis bis zur Tour Billy gebaut, sechs weitere in der gleichen Zeitspanne an der Stadtbefestigung Ludwigs XIII.
Die Bastion Saint-Martin befand sich östlich der Porte Saint-Martin. Seine äußere Kontur findet sich in der Rue René-Boulanger wieder, die auf ihrem Contrescarpe-Weg gebaut wurde. Der Boulevard Saint-Martin, der in mehreren Abschnitten am Ende des 17. Jahrhunderts durch diese Bastion gebaut wurde, wurde 1851 noch einmal tiefergelegt.
Die Bastion du Temple befand sich zwischen der Rue Béranger, der Rue Charlot, dem Boulevard du Temple und der Place de la République. Der Contrescarpe-Weg spiegelte sich an der Nordspitze im Verlauf der Rue Amelot (früher Rue des Fossés du Temple), die durch die Place de la République ersetzt wurde. Die Bastion wurde nie fertiggestellt.
Die Bastion des Filles-du-Calvaires befand sich auf dem heutigen Boulevard Beaumarchais zwischen der Place Pasdeloup und dem Passage Saint-Pierre-Amelot.
Die Bastion de l'Ardoise war gemauert und von geringer Höhe. Sie lag auf dem heutigen Boulevard Beaumarchais südlich der Rue Saint-Claude. Ihr Escarpe-Weg entspricht dem nördlichen Teil der Rue Saint-Sabin.
Die ab 1554 angelegte Bastion de la porte Saint-Antoine war die bedeutendste und eine der ältesten Bastionen.
Die zwischen 1553 und 1560 gebaute Bastion de la pointe de la Bastille war insbesondere für den Schutz der Bastille errichtet worden. Sie war auf einem Teil der Place de la Bastille errichtet worden. Die später errichtete Julisäule steht ungefähr in ihrem früheren Zentrum.
Die zwischen 1553 und 1560 gebaute Bastion Le Moineau war zur Deckung des Grabens bestimmt. Die Bezeichnung Moineau (Spatz) wurde im Festungsbau auch für eine Kaponniere zur Deckung einer langen Kurtine verwendet. Die Bastion befand sich am Kai des Kanalbeckens am Boulevard Bourdon auf der Höhe der Hausnummern 21bis bis 33. Die Bezeichnung Sie wurde 1820 anlässlich des Baus des Baus des Hafenbeckens des Port de l’Arsenal niedergelegt.

## Niederlegung
Durch die Errichtung der Stadtbefestigung Ludwigs XIII. war der Westteil der Stadtmauer Karls V. von der Tour du bois an der Seine bis zur Porte Saint-Denis militärisch bereits bedeutungslos geworden und ab 1633 niedergelegt. Die Abrissarbeiten begannen an der Porte Saint-Honoré, um den Bau des Palais Cardinal und des zugehörigen Gartens für Kardinal Richelieu zu ermöglichen. Der Abbruch ging im Lauf der folgenden Jahre weiter entlang der Rue La Vrillière bis zur Porte Saint-Denis. 1650 war der Westteil der Stadtmauer bis auf die Tour du bois praktisch vollständig verschwunden. Die Porte Neuve wurde gegen 1660 oder 1670 niedergelegt. Der Verkauf des Geländes der alten Stadtmauer trug zur Finanzierung der neuen Stadtbefestigung Ludwigs XIII. bei.
Der Ostteil der Stadtmauer Karls V. von der Porte Saint-Denis bis zur Seine, der Mitte des 16. Jahrhunderts noch mit Bastionen verstärkt worden war, wurde ab 1670 auf Befehl Ludwigs XIV. niedergelegt.: S. 73

## Überreste im Stadtbild
Im Gegensatz zur Stadtmauer Philipps II. gibt es nur wenige Überreste der Stadtmauer Karls V. Dennoch hat diese Befestigung das Stadtbild stark geprägt: Die Boulevards, die im Norden und Osten an die Stelle der Befestigung getreten sind, trennen die Innenstadt von den ehemaligen Vororten und bilden weiterhin die Grenze zwischen dem 3. und 4. Arrondissement einerseits (innen) und dem 10., 11. und 12. Arrondissement andererseits (außen).

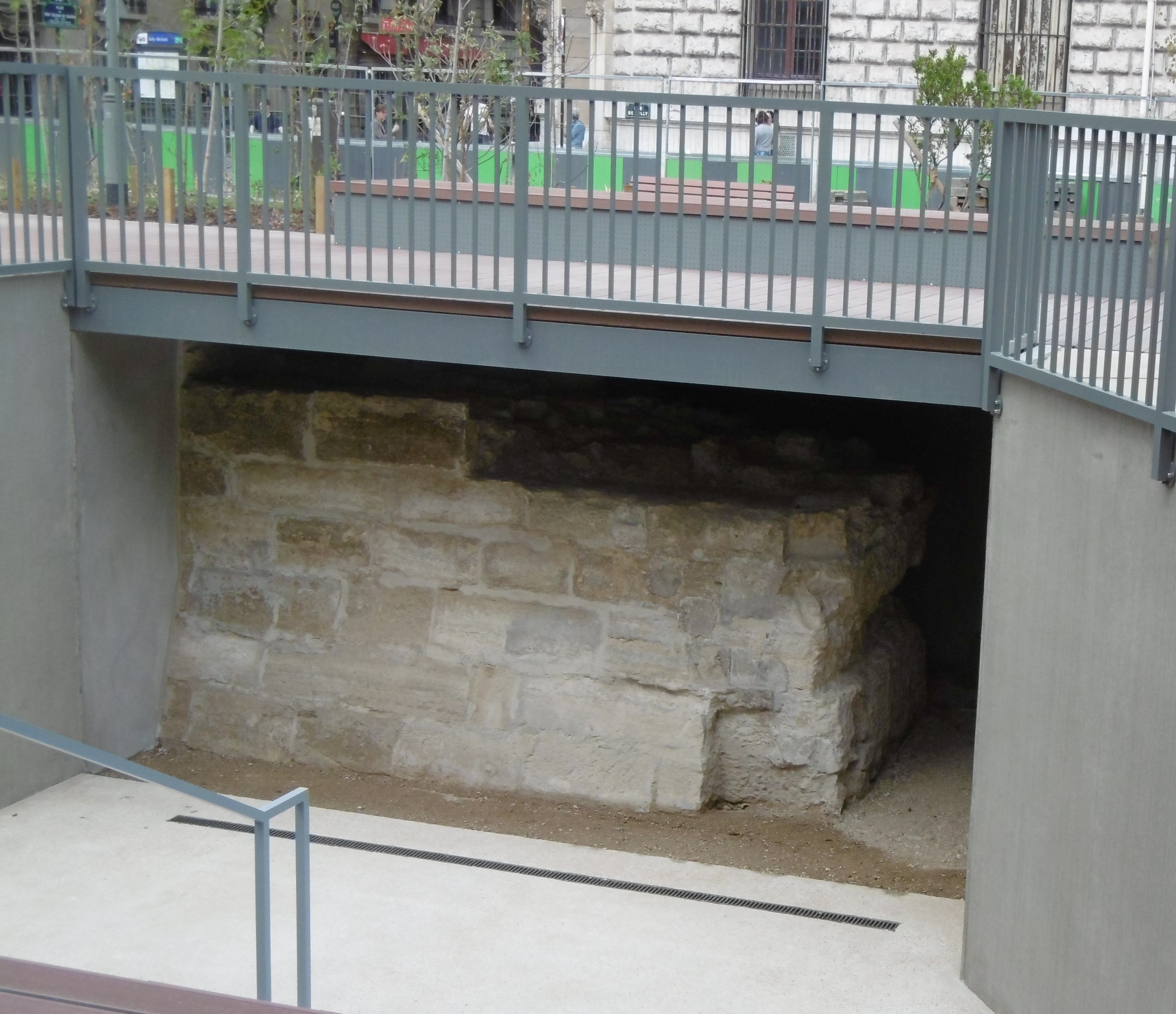
Mauerfragment der Befestigung in der Nähe des Eingangs zur Arsenal-Bibliothek (4. Arrondissement)

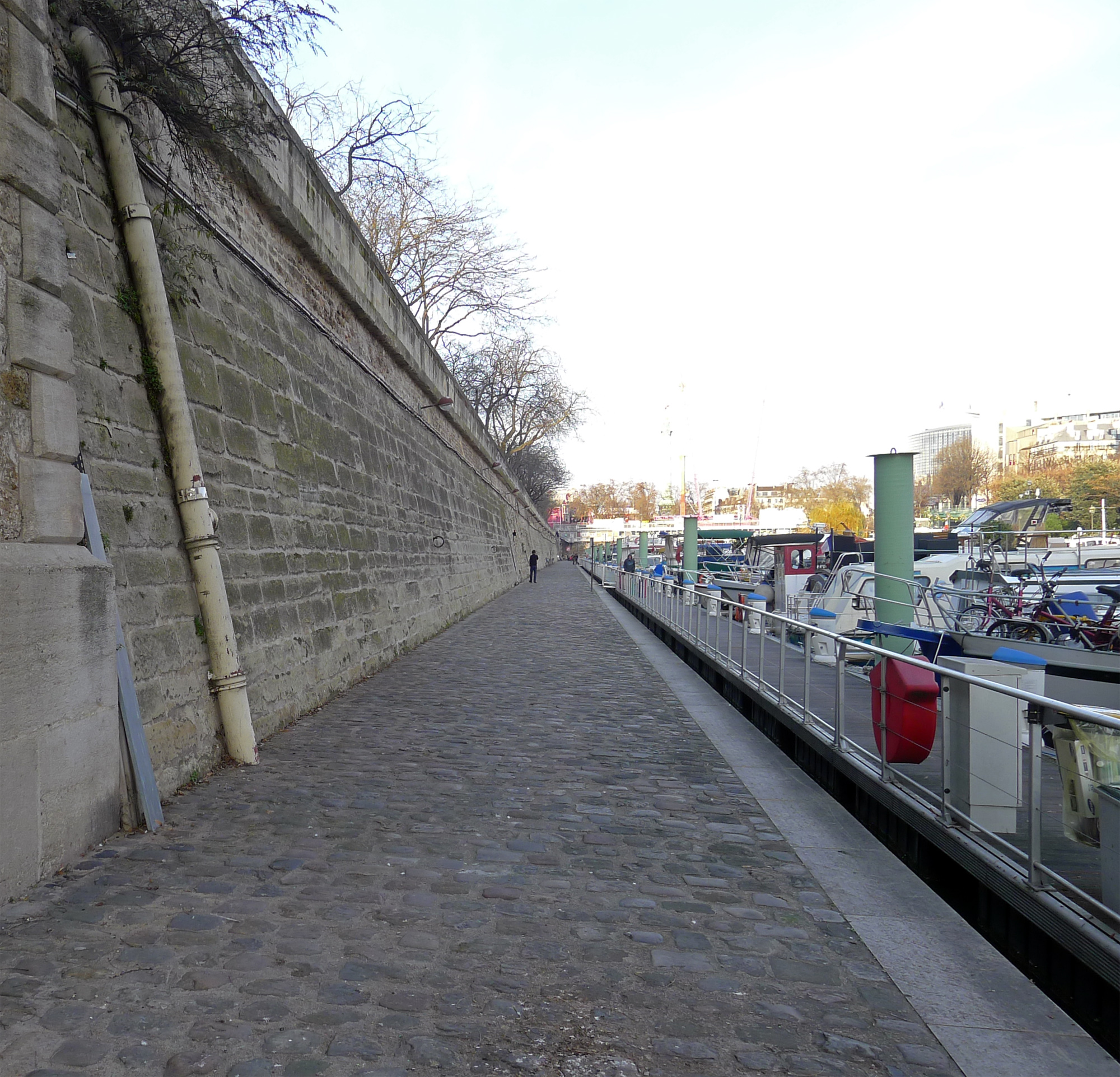
Links: Kurtine der Stadtbefestigung Karls V. am Boulevard Bourdon und entlang des Port de l'Arsenal (4. Arrondissement)

Fragmente der Befestigung kamen bei den Durchbrüchen für den Bau der Metro zu Beginn des 20. Jahrhunderts ans Licht, insbesondere an der Linie 5 in der Nähe der Bastille und an der Linie 7 unter dem Quai des Célestins.
1991–1992 fanden archäologische Grabungen im Rahmen des Projekts Grand Louvre statt. Die Mauern der Stadtbefestigung am Carrousel du Louvre sind im gleichnamigen Einkaufszentrum erhalten und integriert worden.
Bei Grabungsarbeiten unter der Place du Père-Teilhard-de-Chardin (4. Arrondissement) wurde 2015 ein Teil der Befestigung am Ufer der Seine freigelegt.
Der untere Teil der Mauer am Kai entlang des Hafenbeckens des Port de l’Arsenal auf der Seite des Boulevard Bourdon ist ein Teil der alten Stadtbefestigung aus der Zeit ihrer Modernisierung in den Jahren 1553–1560, wo der Ort der ehemaligen Bastion du Moineau durch stärker verwitterte Steine erkennbar ist.
2020 wurden bei Arbeiten in der Rue de Valois unter dem Gebäude der Banque de France Überreste der Befestigungs Karls V. freigelegt. Grabungsergebnisse wurden in einer befristeten Ausstellung des INRAP an der Kreuzung der Rue des Petits-Champs und der Rue Radziwill gezeigt.
Der Verlauf der alten Stadtbefestigung entspricht bis auf den Abschnitt zwischen der Avenue de l’Opéra und der Rue La Vrillière durch den Bau des Palais Royal und weiterer städtebaulicher Veränderungen den heutigen Straßen.

### Höhenunterschiede im Stadtbild
Die teilweise Einebnung der Befestigungsanlagen, bei denen die Erde der Wälle und Mauersteine zur Verfüllung der Gräben genutzt wurden, hat dennoch sichtbare Höhenunterschiede im heutigen Stadtbild hinterlassen.
Die völlige Nivellierung der gesamten Befestigungsanlage auf dem Grundstück des 1633 angelegten Parks des Palais Cardinal im Verhältnis zur Umgebung schlägt sich in einer Treppe der Potierpassage, der Richelieu-Passage und der Beaujolais-Passage nieder.: S. 80
Das Gefälle der Rue Chénier und die 13 Stufen der Sainte-Foy-Passage offenbaren die unvollständig eingeebnete Erhebung zwischen der Rue de Cléry und der Rue d'Aboukir über dem inneren Wachweg.: S. 82
Die Treppen der Bürgersteige um den Fahrweg des Boulevard Saint-Martin sind das Ergebnis der Arbeiten, mit denen diese Straße immer tiefer liegend durch die Bastion Saint-Martin getrieben wurde, zuletzt 1851. Nach den Arbeiten lag der Boulevard dennoch höher als die Rue René Boulanger, die auf dem alten Contrescarpe-Weg gebaut wurde.: S. 109
Die Erhebung ist erkennbar an den oberen Stufen des Passage Vendôme. Die Einkerbung des Boulevard du Temple durch die Bastion du Temple zeigt sich an den zwölf Stufen auf dem Bürgersteig zwischen der Place de la République und der Nr. 41 des Boulevards.: S. 113
Die Erhebung des Walls lag einige Meter westlich des Boulevard du Temple und des Boulevard des Filles-du-Calvaire. Der Höhenunterschied zum inneren Wachweg zeigt sich durch die Treppenstufen in den Wohnblöcken.
Auf der anderen Seite der Boulevards, der Seite der geraden Hausnummern, ist die Erhöhung der Bastion 10 im Verhältnis zum Graben, der der Rue Amelot entsprach, durch die der Rue Scarron, der Rue Marcel-Gromaire und der Rue Clotilde-de-Vaux noch deutlicher sichtbar.: S. 118

Spuren der Höhenunterschiede
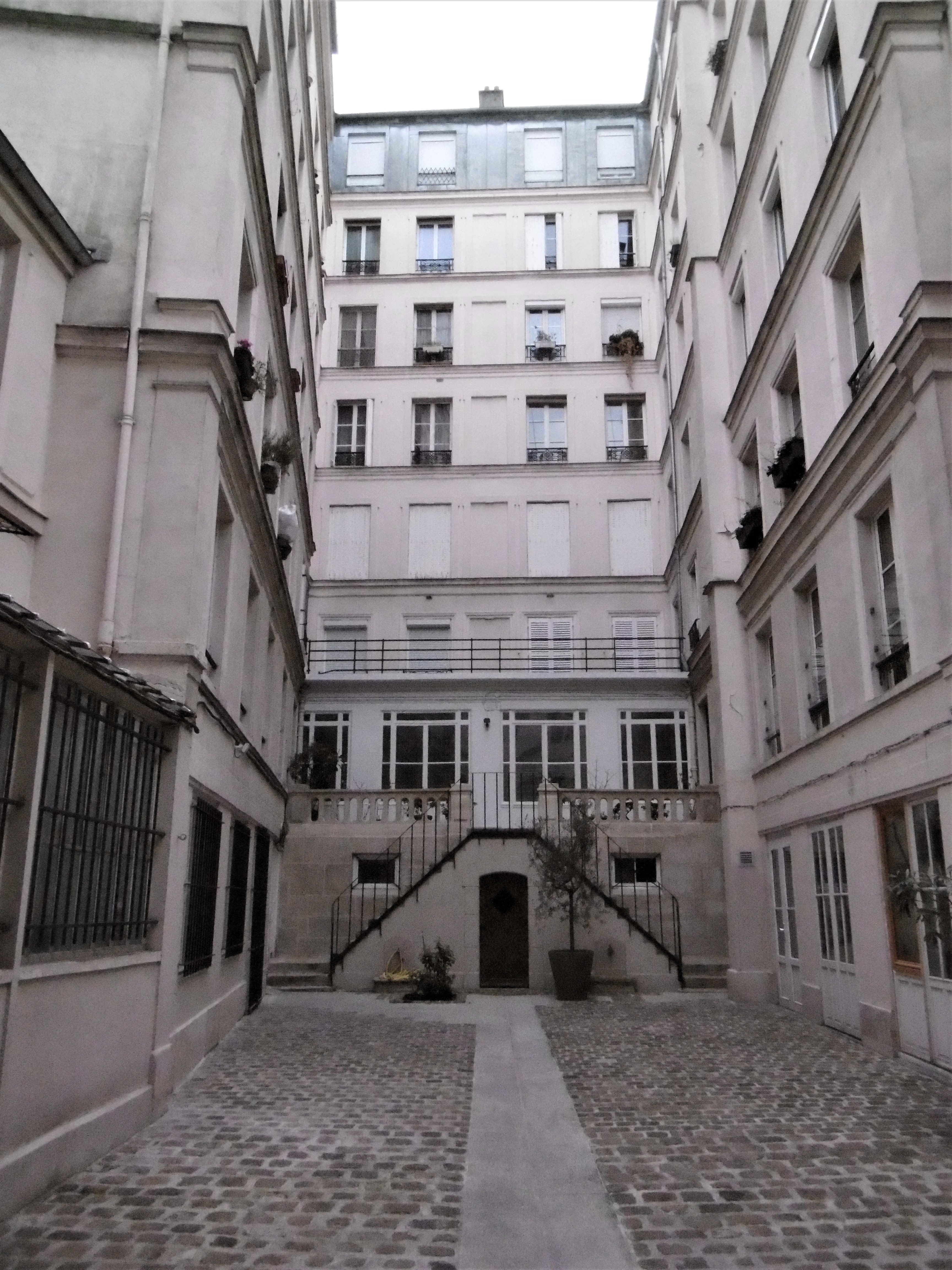
Treppe im Hof der Rue des Arquebusiers 6.
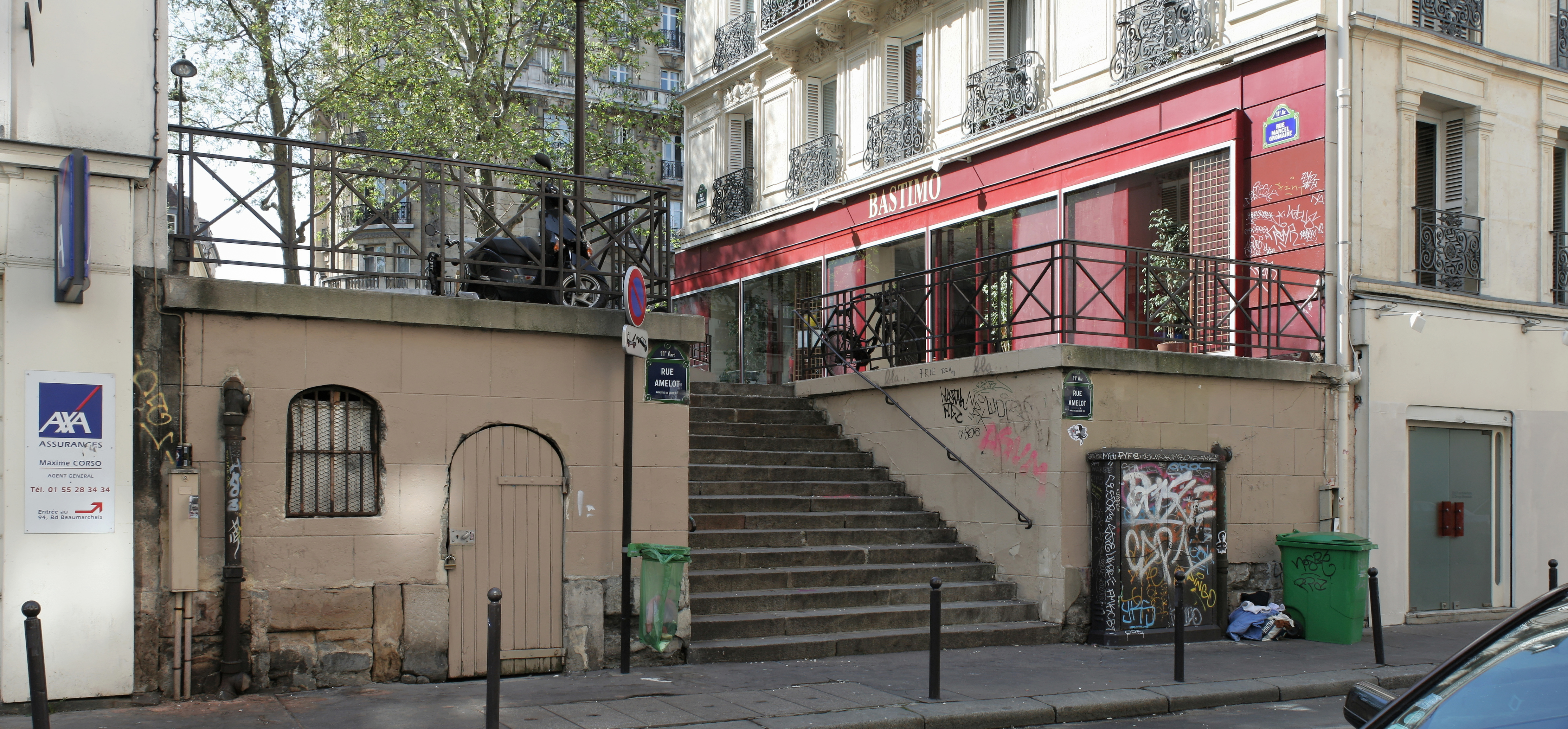
Treppe der Rue Marcel Gromaire zwischen der Rue Amelot (früherer Graben) und dem Boulevard Beaumarchais.